# Enoplotrupes sinensis
Enoplotrupes sinensis är en skalbaggsart som beskrevs av Lucas 1869. Enoplotrupes sinensis ingår i släktet Enoplotrupes och familjen tordyvlar. Inga underarter finns listade i Catalogue of Life.